# Petrești, Satu Mare
Petrești (în germană Petrifeld, în trad. "Câmpul lui Petru", în maghiară Mezőpetri) este satul de reședință al comunei cu același nume din județul Satu Mare, Transilvania, România.

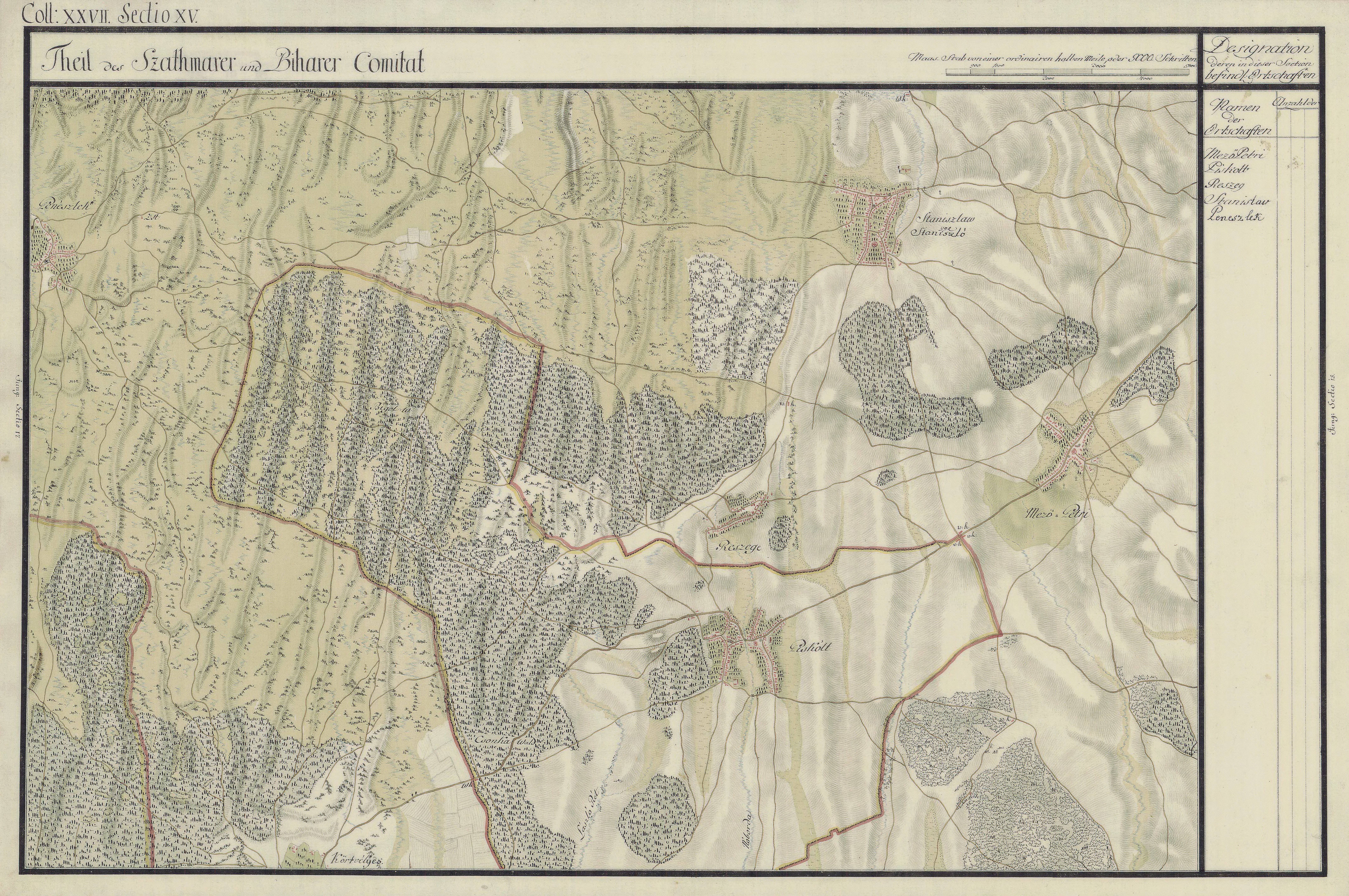
Petrești în Harta Iosefină a Regatul Ungariei.